# 叠氮化钙
叠氮化钙是一种化合物，化学式为Ca(N3)2。

## 生产
它可以由叠氮酸和氢氧化钙经蒸馏反应制得。

## 安全
叠氮化钙受到撞击时可能会起爆和点燃。